# جان كالاس

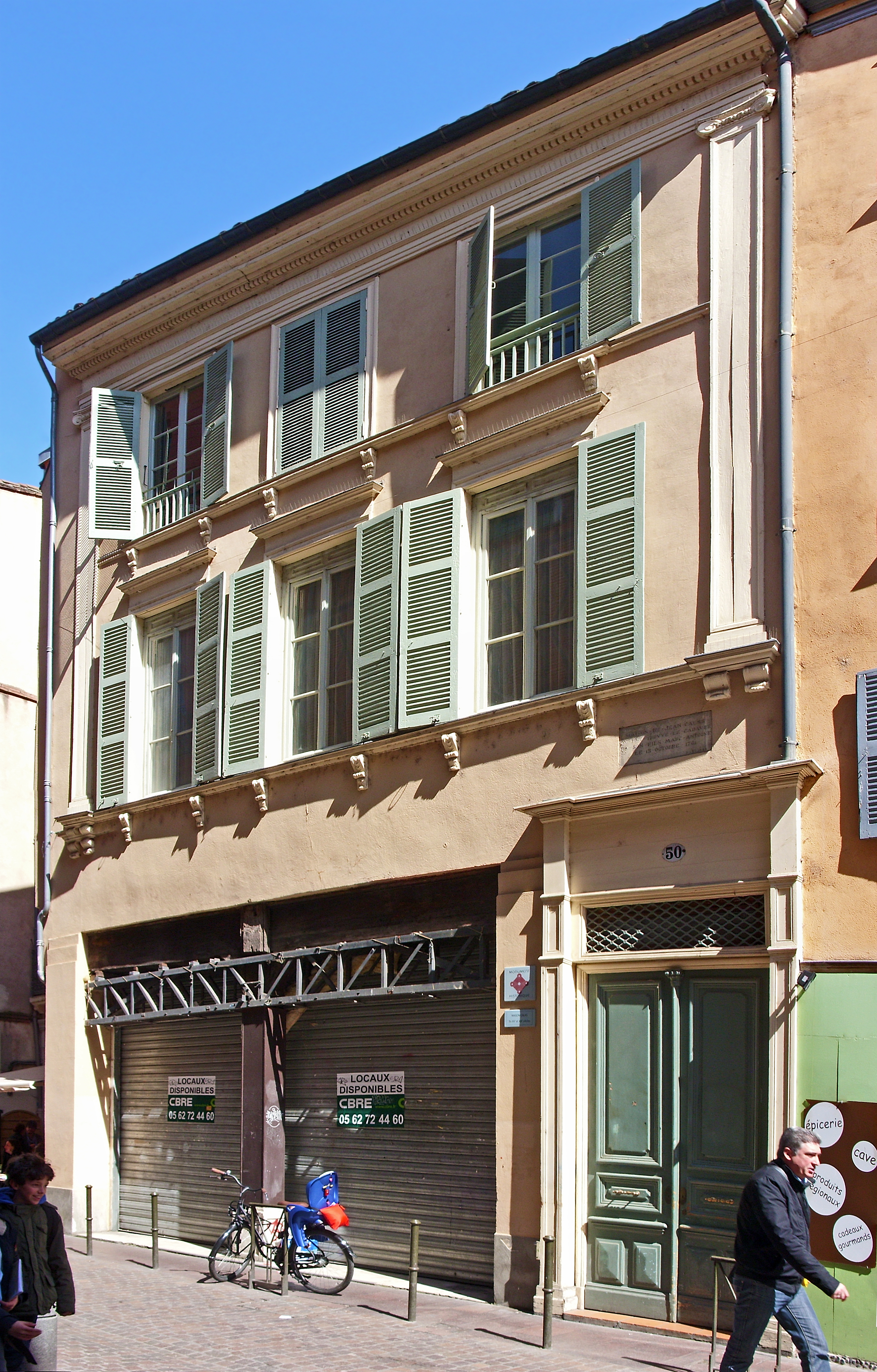
ميزون كالاس

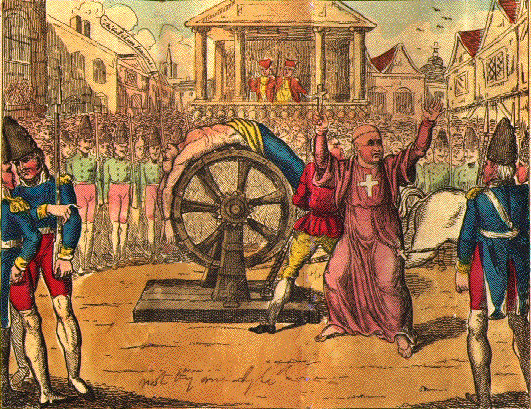
عملية قتل كالاس، والتي تمت يسحقه بعجلة في تولوز، 9 مارس 1762.

جان كالاس (بالفرنسية: Jean Calas)‏، (1698 - ت 10 مارس 1762) هو تاجر كان يعيش في مدينة تولوز، بفرنسا، ينتمي لكنيسة الإصلاح الفرنسية البروتستانتية، تعرض إلى التعذيب حتى الموت في عام 1763 حيث تم اتهامه بقتل ابنه عندما أراد أن يتحول إلى المذهب الكاثوليكي. وتمت مصادرة أملاكه ونزع حضانة من تبقى من أبنائه من أرملته وإجبارهم على الدخول إلى أحد الأديرة. وقد تبنى فولتير قضيته ونجح في تبرئته سنة 1765 م. والذي كان يرى في هذه القضية دليلاً واضحًا على الاضطهاد الديني.